# 전학
전학(轉學)은 학교에 재적하고 있는 사람의 학적이 그대로 다른 학교로 옮기는 것이다. 비슷한 개념으로 학교에 재적하지 않은 사람이 일정 시기를 지나는 도중부터 입학하고 그대로 배우는 편입학(편입)이 있다.